# Colombia (wielerploeg)/2014
Deze pagina geeft de Colombia-wielerploeg van 2014 weer.

## Algemene gegevens
Algemeen manager: Claudio Corti
Ploegleider: Valerio Tebaldi, Oscar Pellicioli, Oliverio Rincón
Fietsmerk: Wilier Triestina
Kopmannen: Fabio Duarte

## Renners
| Naam                 | Geboortedatum | Nationaliteit | Ploeg 2013                   |
| -------------------- | ------------- | ------------- | ---------------------------- |
| Juan Esteban Arango  | 09-10-1986    | Colombia      |                              |
| Edwin Ávila          | 21-11-1989    | Colombia      |                              |
| Robinson Chalapud    | 08-03-1984    | Colombia      |                              |
| Marco Corti          | 02-04-1986    | Italië        |                              |
| Edward Díaz          | 19-08-1994    | Colombia      | Neo                          |
| Fabio Duarte         | 11-06-1986    | Colombia      |                              |
| Leonardo Duque       | 10-04-1980    | Colombia      |                              |
| Luis Largo           | 14-04-1990    | Colombia      | Neo                          |
| Jarlinson Pantano    | 19-11-1988    | Colombia      |                              |
| Darwin Pantoja       | 25-09-1990    | Colombia      | Geen                         |
| Jonathan Paredes     | 04-04-1989    | Colombia      | Neo                          |
| Carlos Quintero      | 05-03-1986    | Colombia      |                              |
| Duber Quintero       | 23-08-1990    | Colombia      | Neo                          |
| Jeffrey Romero       | 04-10-1989    | Colombia      |                              |
| Miguel Ángel Rubiano | 03-10-1984    | Colombia      | Androni Giocattoli-Venezuela |
| Rodolfo Torres       | 21-03-1987    | Colombia      | Neo                          |
| Juan Pablo Valencia  | 02-05-1988    | Colombia      |                              |

## Overwinningen
Ronde van de Middellandse Zee
Bergklassement: Jarlinson Pantano
Ronde van Langkawi
1e etappe: Duber Quintero
Internationaal Wegcriterium
Bergklassement: Leonardo Duque
Colombiaans kampioenschap wielrennen
Wegrit, Elite: Miguel Ángel Rubiano
Ronde van Trentino
Puntenklassement: Leonardo Duque
2012 · 2013 · 2014 · 2015